# 富信
富信，满洲正蓝旗，监生，清朝政治人物。
嘉庆十二年，接替朱潮任兴化府知府。嘉慶十九年，任泉州府知府。